# Albéric Guéninchault
Albéric Joseph Calixte Guéninchault, né le 9 juin 1886 à Louin et mort le 17 mai 1940 à Narvik, est un commandant français, officier de la Légion d'honneur et médaillé militaire.

## Biographie

### Famille
Albéric Joseph Calixte Guéninchault est le fils de Charles Calixte Guéninchault et de Marie Angèle Frugier. Son père est menuisier dans le bourg de Louin. Il est l'aîné d'une fratrie, dont l'Adjudant Léonce Guéninchault.

### Formation
Appelé sous les drapeaux, il rejoint le 5e Bataillon de Chasseurs à pied, le 8 octobre 1907. Sergent à la fin de son service militaire, il est affecté, en disponibilité, au Régiment d'infanterie de Parthenay.

### Première Guerre mondiale
Mobilisé le 4 août 1914 au 137e Régiment d'infanterie, le Régiment de Vendée, il est engagé en Belgique dès le 21 août. Il prend part à la bataille de la Marne en septembre, à la bataille de la Somme, aux combats de l'Aisne, du Chemin des Dames et à la bataille de Verdun. Le 137e RI est le célèbre Régiment de la tranchée des baïonnettes. Il est nommé adjudant, puis sous-lieutenant le 26 mai 1915, lieutenant le 24 avril 1916 et capitaine, à titre temporaire, le 30 août 1917.

### Entre-deux-guerres
Après l'armistice du 11 novembre 1918, il choisit de rester dans l'armée et il est admis avec le grade de lieutenant le 11 mars 1919. Sa carrière se poursuit alors en Afrique du Nord, en Algérie notamment, à la Légion Etrangère, où il est nommé capitaine le 6 août 1920. Au Maroc, il prend part à la guerre du Rif en 1925 et 1926 contre la révolte d'Abdel Krim. Le 25 décembre 1934, il est nommé chef de bataillon. Il a commandé le 7e puis le 1er bataillon du 1er Etranger.

### Seconde Guerre mondiale
Lors de la création de la 13e DMBLE, il est à Sidi Bel Abbès, en Algérie, et prend le commandement du 2e Bataillon à la tête duquel il trouvera la mort au combat lors de la Bataille de Narvik à Ankenes en Norvège le 17 mai 1940.
Le Commandant Guéninchault eut vingt-trois ans de campagnes, fut blessé quatre fois, entre 1915 et 1918.

### Inhumation
Il repose aujourd'hui au cimetière militaire français de Narvik, au milieu de ses camarades de combat, au Carré militaire de Lotfin. Sa mémoire est honorée au carré militaire du cimetière de Louin.

## Décorations et honneurs

### Décorations françaises
- Officier de la Légion d'honneur (1922)
- Médaille militaire (1918)[2]
- Croix de guerre 1914–1918 (10 citations)
- Croix de guerre des Théâtres d'opérations extérieurs (14 citations)

### Décorations étrangères
Espagne
- Médaille de la Paix du Maroc

#### Maroc
- Ordre royal marocain du Ouissam Alaouite

#### Pologne
- Ordre de Saint-Stanislas